# 中臣王
中臣王（なかとみおう、生年不詳 - 大同2年（807年）11月）は、平安時代初期の皇族。光仁天皇の孫か。官位は従四位下・侍従。

## 出自
系譜は不明だが、従四位下に直叙されたとみられることから、二世王とみられる。年代的には光仁天皇の孫の代に当たる。

## 経歴
桓武朝にて従四位下・侍従に叙任されたのち、延暦18年（799年）6月に左大舎人頭を兼ねる。同年9月に斎宮・布勢内親王が伊勢大神宮へ群行する際、参議・藤原乙叡とともにこれを監送した。
大同2年（807年）に伊予親王の変が発生すると、中臣王は連座して拷問を受けるが罪を認めなかった。そのため、藤原仲成・薬子兄妹は平城天皇を唆して大杖で打たせたため、中臣王は背中がただれ崩れて死亡したという。

## 官歴
『日本後紀』による。
- 時期不詳：従四位下。侍従
- 延暦18年（799年） 6月16日：兼左大舎人頭
- 大同2年（807年） 11月：卒去（伊予親王の変連座）